# Ludwig Wilhelm Zimmermann
Ludwig Wilhelm Zimmermann (* 17. Oktober 1780, anderes Datum 7. Oktober 1782 in Bickenbach an der Bergstraße; † 19. Juli 1825 in Gießen) war ein deutscher Chemiker, Mineraloge und Hochschullehrer.

## Leben
Ludwig Wilhelm Zimmermann war der Sohn des Pfarrers Christian Heinrich Zimmermann (* 17. Dezember 1740 in Darmstadt; † 28. August 1806 ebenda), späterer Superintendent in Darmstadt.
Seine schulische Ausbildung erhielt er, gemeinsam mit seinen Brüdern, bei seinem Vater. Er immatrikulierte sich 1799, ohne eine öffentliche Schule besucht zu haben, an der Universität Gießen, um dem Wunsch seines Vaters zu entsprechen und Theologie und Philologie zu studieren. Seine eigenen Interessen bestanden jedoch in den Naturwissenschaften; hierbei wurde er durch den Physikprofessor Georg Gottlieb Schmidt bestärkt.
Nach Beendigung seiner Universitätsstudien wurde er 1803 als vierter Lehrer am akademischen Pädagogium (heute: Landgraf-Ludwigs-Gymnasium) in Gießen eingestellt, kurz darauf wurde er zum Dr. phil. promoviert. Als Lehrer erhielt er, neben dem Unterrichtsfach der Alten Sprachen, auch das Lehrfach der Physik übertragen; dies veranlasste ihn, sich nun autodidaktisch intensiver damit zu beschäftigen, als er es bislang in seinen Nebenstudien getan hatte.
1808 erhielt er, mit Unterstützung der Regierung, ein Stipendium, durch das er die Gelegenheit zu einer Reise nach Paris bekam. Während seines dortigen sechsmonatigen Aufenthaltes ließ er sich, unter Leitung von Georges Cuvier, in die Naturwissenschaften einweisen. Nach seiner Rückkehr unterrichtete er wieder in seinem vorhergehenden Lehramt, widmete sich nun aber, in der Zeit, die er erübrigen konnte, seiner Lieblingswissenschaft. Er habilitierte 1811 und veröffentlichte zwei Schriften, 1811 Einige merkwürdige, die Metallvegetation begleitende Phänomene und 1816 Ueber eine neue Entstehungsart mehrerer Metallothion- und Hydrothionmetall-Arten. 1818 erhielt er eine außerordentliche Professur und nach dem Tod von Karl Wilhelm Christian von Müller (1755–1817) wurde er 1819 als ordentlicher Professor für Chemie und Mineralogie an die Philosophische Fakultät der Universität Gießen berufen. Weil er in einem schlecht ausgestatteten Labor im Botanischen Garten lehren musste, das zugleich von Medizinern und Studenten der Philosophischen Fakultät genutzt wurde, setzte er sich für die Bereitstellung eines neuen chemischen Laboratoriums ein. Aufgrund seiner Bemühungen wurde der Chemie das westliche Wachhaus der Kaserne auf dem Gießener Seltersberg zur Verfügung gestellt.
Neben seinen Lehrfächern beschäftigte er sich auch mit den klassischen Dichtern sowie mit Geschichte und Altertümer; hierzu durchstreifte und erforschte er die Umgegend von Gießen. Weiterhin interessierten ihn Philosophie und Friedrich Wilhelm Joseph Schellings Identitätsphilosophie. Dazu kamen nicht nur die klassischen Sprachen und einige der neueren Sprachen, unter anderem Französisch, sondern auch die orientalischen; besonders im Äthiopischen war er zu einer fundierten Kenntnis gelangt.
Ludwig Wilhelm Zimmermann war verheiratet und hatte vier Kinder. Er ertrank unter nicht genau geklärten Umständen in der Lahn, dokumentiert im Sterbeprotokoll der Burgkirche des Pfarrers und Professors der Theologie Ludwig Adam Dieffenbach (1772–1843) mit den Worten „fand seinen Tod“ anstelle von ursprünglich „ertrunken“ (dieses war durchgestrichen worden).
Justus von Liebig wurde sein Nachfolger an der Universität.

## Mitgliedschaften
- Mitglied der Mineralogischen Gesellschaft zu Jena.
- Mitglied der Wetterauischen Gesellschaft für die gesammte Naturkunde.
- Mitglied der Senkenbergschen naturforschenden Gesellschaft zu Frankfurt am Main.
- Mitglied der Naturforschenden Gesellschaft zu Halle.
- Mitglied der Erfurter Akademie gemeinnütziger Wissenschaften.
- Mitglied des Apothekervereins im nördlichen Deutschland.
- Mitglied der Freimaurerloge „Ludewig zur Treue“ in Gießen.

## Schriften (Auswahl)
- Einige merkwürdige, die Metallvegetation begleitende Phänomene. Gießen 1811.
- Ueber eine neue Entstehungsart mehrerer Metallothion- und Hydrothionmetall-Arten. Gießen 1816.
- Beyträge zur nähern Kenntnis der wässerigen Meteore. In: Kastner's Archiv für die gesammte Naturkunde, Band 1, Heft 5. Nürnberg 1824.